# Барриос, Лукас
Лу́кас Рамо́н Ба́рриос Ка́серес (исп. Lucas Ramón Barrios Cáceres, испанское произношение: [ˈlukas raˈmom ˈbarjos ˈkaseɾes]; род. 13 ноября 1984[…], Сан-Фернандо, Буэнос-Айрес) — бывший парагвайский футболист, нападающий. Выступал за сборную Парагвая. Участник чемпионата мира 2010 года.
Мать Барриоса являлась гражданкой Парагвая, что давало ему право на получение гражданства Парагвая при рождении. В марте 2010 года Барриос получил гражданство Парагвая и отказался от гражданства Аргентины, законы которой не допускают двойного гражданства.

## Карьера

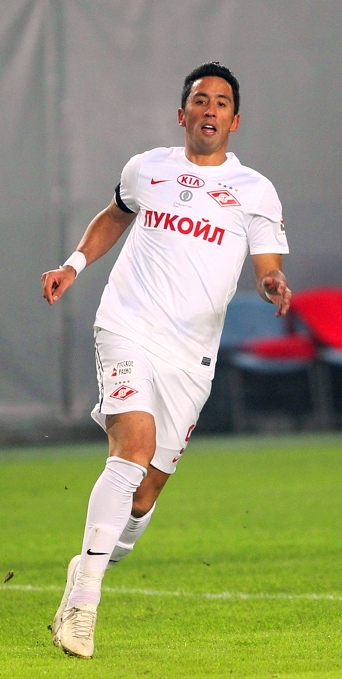
Барриос в составе «Спартака»

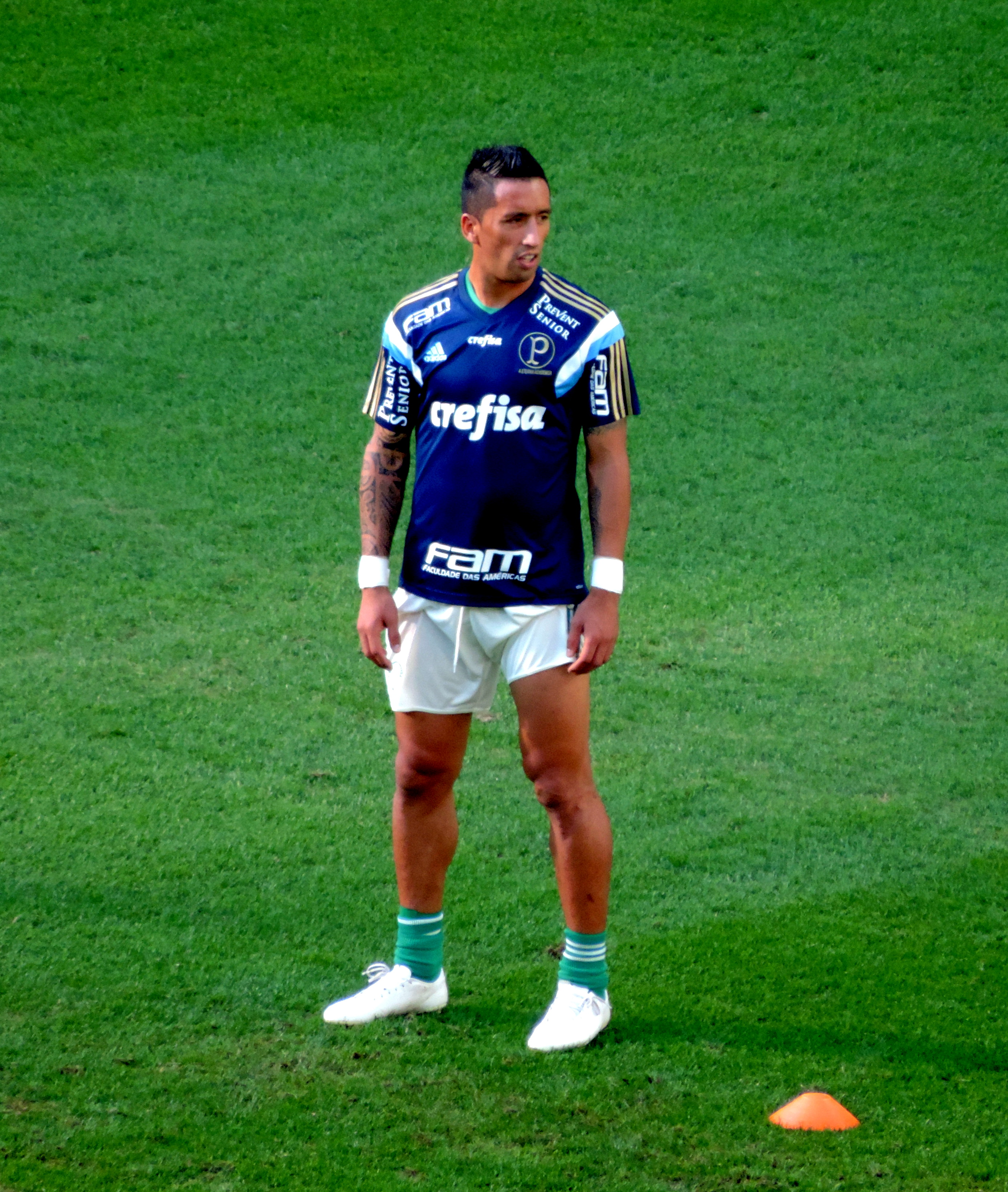
Барриос в составе «Палмейраса»

Барриос пришёл к славе, как перспективный игрок из клуба «Кобрелоа», где он много забивал. До прихода в «Кобрелоа» Барриос провёл большую часть своей профессиональной карьеры во втором дивизионе Аргентины. Однако на новом месте футболист удачно продемонстрировал свои врождённые способности нападающего, забив 14 мячей в Апертуре в 2007 году, сначала за «Кобрелоа», затем за мексиканский «Атлас».

### «Коло-Коло»
В начале 2008 года клуб «Коло-Коло» арендовал Барриоса на 6 месяцев с целью укрепления состава для участия в Кубке Либертадорес в 2008 году. Благодаря арендному соглашению, срок действия контракта игрока истекал в июне 2008 года, и «Коло-Коло» предложил 1,5 млн долларов за Барриоса. «Атлас» отклонил предложение, поскольку оценивал футболиста в 2 млн. В конце концов, «Коло-Коло» предложил требуемые 2 млн, однако клуб смог выплатить только 80 % от суммы, и Барриос добавил недостающую часть из своего кармана. Зарплата Барриоса в «Атласе» составляла почти 400.000 долларов в год, однако это соответствовало лишь 40 % его зарплаты в «Коло-Коло». В 2008 году Лукас помог команде выиграть чемпионат.
Лукас Барриос был на грани подписания четырёхлетнего контракта с французским клубом «Нанси», но президент «Коло-Коло», Габриэль Руис-Тагле, 12 января 2009 года отклонил предложение «Нанси», заявив при этом, что дальнейшие предложения будут рассмотрены. В 2008 году в 44 матчах за «Коло-Коло» Барриос забил 38 голов и стал лучшим бомбардиром как чилийской Клаусуры, так и Апертуры.

### «Боруссия» (Дортмунд)
В июле 2009 Барриос перешёл в дортмундскую «Боруссию». Сумма трансфера составила 3,5 млн евро. 8 августа в матче против «Кёльна» Лукас дебютировал в Бундеслиге. 3 октября в поединке против мёнхенгладбахской «Борсуссии» Барриос забил свой первый гол за команду из Дортмунда. 24 апреля 2010 года в матче против «Нюрнберга» он сделал хет-трик. В своём первом сезоне он стал лучшим бомбардиром команды, забив 23 мяча во всех турнирах. В следующем сезоне отличился 21 раз во всех официальных турнирах, в которых принимал участие немецкий клуб.
Игрок привлёк внимание многих европейских клубов, включая российский «Рубин», английский «Манчестер Сити» и итальянский «Милан», но всем им отказал, однако согласился на предложение китайского «Гуанчжоу Эвергранд».

### «Гуанчжоу Эвергранд»
2 мая 2012 года Барриос перешёл в китайский клуб «Гуанчжоу Эвергранд», подписав контракт на 4 года. Сумма трансфера составила 8,5 млн евро. 15 июля в матче против «Гуанчжоу Фули» Лукас дебютировал в чемпионате Китая. 21 июля в поединке против «Хэнань Констракшн» Барриос забил свой первый гол за новую команду. Летом 2013 года появилась информация, что у «Гуанчжоу» возникли проблемы с выплатами зарплаты Барриосу, в результате чего Лукас покинул расположение команды.

### «Спартак» (Москва) и аренда в «Монпелье»
10 августа 2013 года Лукас Барриос подписал трёхлетний контракт с московским «Спартаком», сумма трансфера составила 3 млн евро с возможностью увеличения до 7 млн за счёт различных бонусов. 18 августа в матче против «Рубина» Барриос дебютировал в РФПЛ. 1 декабря 2013 года в матче против «Волги» (6:1) забил свой первый гол за «Спартак».
Летом 2014 года перешёл на правах аренды во французский «Монпелье». 17 августа в матче против «Марселя» Барриос дебютировал в Лиге 1. 6 декабря в поединке против «Ренна» Лукас забил свой первый гол за «Монпелье». 17 января 2015 года в матче против «Меца» он сделал хет-трик. С 11 мячами в конце сезона Барриос стал лучшим бомбардиром команды.

### «Палмейрас»
18 июня 2015 года парагвайский нападающий Лукас Барриос продолжит карьеру в бразильском «Палмейрасе». Об этом сообщил сам футболист московского «Спартака» на своей страницей в «Фейсбуке». Сам игрок подписал трёхлетний контракт в одном из отелей Чили. 19 июля в матче против «Сантоса» Барриос дебютировал в бразильской Серии А. 17 сентября в поединке против «Флуминенсе» он сделал хет-трик, забив свои первые голы за «Палмейрас». 7 апреля 2016 года в матче Кубка Либертадорес против «Росарио Сентраль» Лукас забил гол.

### «Гремио»
В феврале 2017 года Барриос подписал контракт с «Гремио». Соглашение рассчитано до конца 2017 года. В матче Лиги Гаушу против «Интернасьонала» он дебютировал за новую команду. 28 апреля в поединке Кубка Либертадорес против «Гуарани» Лукас сделал хет-трик, забив свои первые голы за «Гремио». Также он отличился в поединках турнира против «Депортес Икике», «Ботафого» и венесуэльской «Саморы».

## Международная карьера
25 мая 2010 года в товарищеском матче против сборной Ирландии Барриос дебютировал за сборную Парагвая. В этом же поединке он забил свой первый гол за национальную команду. В том же году Лукас попал в заявку сборной на участие в чемпионате мира в ЮАР. На турнире он сыграл в матчах против сборных Италии, Словакии, Новой Зеландии, Японии и Испании.
В 2011 году в составе национальной команды Барриос стал обладателем серебряной медали Кубка Америки в Аргентине. На турнире он сыграл в поединках против команд Эквадора, Уругвая, а также дважды Венесуэлы и Бразилии. В матче против венесуэльцев Лукас забил гол.
В 2015 году после удачного сезона в «Монпелье» Барриос был включён в заявку сборной на Кубок Америки в Чили. На турнире он сыграл в матчах против Уругвая, Перу и дважды Аргентины, забив в каждом по голу.

### Голы за сборную Парагвая
| #   | Дата            | Место                                           | Противник   | Счёт | Результат | Соревнование                     |
| --- | --------------- | ----------------------------------------------- | ----------- | ---- | --------- | -------------------------------- |
| 01. | 25 мая 2010     | РДС Арена, Дублин, Ирландия                     | Ирландия    | 2:1  | 2:1       | Товарищеский матч                |
| 02. | 30 мая 2010     | Джозеф Мойна, Тонон-ле-Бен, Франция             | Кот-д’Ивуар | 1:2  | 2:2       | Товарищеский матч                |
| 03. | 2 июня 2010     | Шютценвизе, Винтертур, Швейцария                | Греция      | 0:2  | 0:2       | Товарищеский матч                |
| 04. | 7 сентября 2010 | Нанкинский центр, Нанкин, Китай                 | Китай       | 0:1  | 1:1       | Товарищеский матч                |
| 05. | 4 июня 2011     | Рамон Агилера, Санта-Крус-де-ла-Сьерра, Боливия | Боливия     | 0:1  | 0:2       | Товарищеский матч                |
| 06. | 13 июля 2011    | Падре Эрнесто Мартеарена, Сальта, Аргентина     | Венесуэла   | 2:1  | 3:3       | Кубок Америки 2011               |
| 07. | 13 июня 2015    | Ла Портада, Ла-Серена, Чили                     | Аргентина   | 2:2  | 2:2       | Кубок Америки 2015               |
| 08. | 20 июня 2015    | Ла Портада, Ла-Серена, Чили                     | Уругвай     | 1:1  | 1:1       | Кубок Америки 2015               |
| 09. | 30 июня 2015    | Муниципальный стадион, Консепсьон, Чили         | Аргентина   | 2:1  | 6:1       | Кубок Америки 2015               |
| 10. | 18 ноября 2015  | Дефенсорес дель Чако, Асунсьон, Парагвай        | Боливия     | 2:1  | 6:1       | Чемпионат мира 2018 квалификация |

## Достижения

### Командные
«Коло-Коло»
- Чемпион Чили: Кл. 2008

«Боруссия» (Дортмунд)
- Чемпион Германии (2): 2010/11, 2011/12
- Обладатель Кубка Германии: 2011/12

«Гуанчжоу Эвергранд»
- Чемпион Китая: 2012
- Обладатель Кубка КФА — 2012

«Палмейрас»
- Чемпион Бразилии (Серия A) — 2016
- Обладатель Кубка Бразилии — 2015

«Гремио»
- Обладатель Кубка Либертадорес: 2017

Парагвай
- Серебряный призёр Кубка Америки: 2011

### Личные
- Обладатель приза IFFHS лучшему бомбардиру национальных чемпионатов: 2008[45]